# 謝光榮
謝光榮，京劇鼓師，中國國家一級演奏員。
師從裴世長（梅蘭芳的鼓師）、白登雲（程硯秋的鼓師）、劉宗生等教授學習京劇司鼓藝術，中國戲曲學校（現在的中國戲曲學院和中國戲曲學院附中）畢業。
1981年起參加北京中國京劇院（現在的中國國家京劇院）樂隊工作，主要司鼓作品有陳凱歌電影《霸王別姬》的京劇音樂、京劇《圖蘭多公主》（與李朝陽分任鼓師）等。
曾到澳大利亞、法國、希臘、韓國、波蘭、羅馬尼亞、匈牙利、美國等多國表演。
2002年間，應台灣國立傳統藝術中心和國立國光劇團邀請，與王金璐（馬連良的學生）、趙永偉（王金璐的學生）到台灣講學，在台灣的司鼓作品有《魏海敏古典劇場－變》等。